# Pantias
Pantias (en griego antiguo: Παντίας, romanizado: Pantias) fue un antiguo escultor griego nacido en Quios de la escuela de Sición.

## Obras
Solo figura como autor de estatuas de atletas. Su padre Sóstrato, de la séptima generación de los discípulos de Aristocles de Cidonia, le instruyó en el arte de la escultura, según Pausanias. Estuvo activo en el  siglo IV a. C.
Esculpió el retrato de dos niños vencedores en el pugilato infantilː Nicóstrato, natural de Herea de Arcadia, y Jenódico. También fue obra suya la escultura de Aristeo de Argos, un corredor victorioso en la carrera larga (dólico)